# 수원진
수원진(眭元進,? ~ 200년)은 중국 후한 말의 무장이다.

## 생애
원소의 무장 순우경(淳于瓊) 휘하의 독장(督將)이었다.
200년, 관도대전에 참전하여 순우경과 함께 오소(烏巢)를 지켰다. 하지만 조조(曹操)의 야습으로 패배해 참수당했다.

## 《삼국지연의》 속 수원진
목원진(睦元進)으로 등장하며, 조예(趙叡)와 함께 군량을 조달하는 도중 조조군의 야습으로 전사한다.